# Spaladium Arena
Spaladium Arena je večnamenska pokrita dvorana v Splitu na Hrvaškem. Odprli so jo decembra 2008, januarja 2009 pa je že gostila svetovno moško rokometno prvenstvo. Prvenstvo bo dvorana znova gostila leta 2025.
Dvorana je bila od avgusta 2013 zaprta več kot eno let, saj njeni upravljavci niso zmogli pokrivati stroškov vzdrževanja. Ponovno je bila odprta s koncertom Severine decembra 2013. Od leta 2020 je dvorana večinoma nerabljena.

## Koncerti in dogodki
- Ministry of Sound: novoletna zabava; 31. december 2009 – 1. januar 2010 [8]
- Zdravko Čolić je imel razprodan koncert 14. februarja 2010[9]
- Jelena Rozga je na turneji Bižuterija imela razprodan koncert 11. februarja 2011 [10]
- Severina Vučković je na turneji Dobrodošao u Klub odigrala razprodan koncert; 6. december 2013 [6]
- Dubioza kolektiv je koncertirala 1. marca 2014[11]
- Željko Joksimović je imel koncert 8. marca 2014[12]
- Marko Perković Thompson je imel koncert 23. decembra 2014[13]
- Đorđe Balašević je imel koncert 22. maja 2015[14]
- Iron Maiden so imeli koncert na svoji turneji Book of Souls 27. julija 2016[15]
- Maya Berović je imela koncert na turneji Pravo Vreme 31. marca 2019[16]
- Severina je v okviru Magic Toura odigrala razprodan koncert; 16. november 2019

## Galerija
- Prazna arena
- Otvoritvena slovesnost svetovnega moškega prvenstva v rokometu 2009
- Navijači na tribunah
- Notranjost
- Športna dvorana
- Zunanjost
- Turnir v malem nogometu
- Dobrodelni koncert za Haiti, rekordna udeležba